# Michel Vaillant
Michel Vaillant è un personaggio immaginario protagonista dell'omonima serie a fumetti creata da Jean Graton nel 1957. Dalla serie a fumetti è stata tratta una serie televisiva nel 1967, una serie a disegni animati nel 1990 e una trasposizione cinematografica nel 2003. Negli anni la serie di volumi a fumetti con le storie del personaggio hanno venduto in tutto il mondo 25 milioni di copie. All'apice della sua popolarità il personaggio venne impiegato come testimonial per campagne pubblicitarie di costruttori automobilistici come Renault o Ford e gruppi petroliferi come Elf o Chevron. Le poste belghe hanno emesso nel 2007 un francobollo commemorativo del personaggio.

## Storia editoriale
Il personaggio venne ideato nel 1957 dal francese Jean Graton ed appare per la prima volta sul n. 433 della rivista Tintin, nella breve storia dal nome originale "Bon sang ne peut mentir" (Buon sangue non mente), dove il futuro eroe motorsportivo vince il Rallye di Montecarlo assieme all’amico di famiglia Mansart. L'edizione belga esordirà a fine anno. La prima storia lunga esordisce nel 1958, "Le grand défi" (La grande sfida), in Francia a puntate sempre su Tintin e poco dopo anche nell'edizione belga. È stato pubblicato all'interno di Tintin fino al 1976. La prima edizione in volumi dedicati risale al 1959. 
Successivamente l'autore ha incominciato a realizzare le storie in collaborazione del figlio Philippe Graton  che gli è succeduto nel 1994 e che, a sua volta, nel 2012 ha passato la mano a Marc Bourgne e Benjamin Benéteau.
In Italia è stato pubblicato in modo discontinuo, prima sugli Albi Audacia (nel 1963), poi sul Corriere dei Piccoli, sul Corriere dei Ragazzi e in una serie di 20 albi editi da Alessandro Editore. 
Nel 2012-2013 RCS Mediagroup ha pubblicato la raccolta integrale dei 70 albi realizzati da Graton in brossura - distribuiti in allegato alla Gazzetta dello Sport - con 72 storie lunghe di cui 2 di Bourgne e Benéteau..

## Biografia del personaggio
Nato in Francia, secondogenito, da Henri e Elisabeth, entra nel mondo dei motori da piccolo grazie alla azienda del padre. Il suo primo exploit è stato al Rally di Montecarlo al fianco di Mansart, amico di famiglia, e da lì in poi Michel non si ferma più con 4 titoli iridati di Formula 1, 6 vittorie alla 24 Ore di Le Mans, 2 vittorie alla 500 miglia di Indianapolis, 2 vittorie alla 500 miglia di Daytona, 2 vittorie alla 12 Ore di Sebring, 1 campionato mondiale Rally, 1 vittoria alla Parigi-Dakar, ecc. Un campione perfetto, non beve, non fuma, va a dormire presto, si allena intensamente, si fa circondare da persone che lo amano, come la sua sposa Françoise, come suo figlio Patrick o come il suo migliore amico Steve Warson, conosciuto agli inizi della sua carriera motoristica. Michel tuttora pilota, riesce a divertirsi in qualsiasi categoria esaltando le sue doti e abilità.

### Personaggi
Fra i comprimari si ricordano: Françoise Latour, Steve Warson, Julie Wood, i membri della famiglia Vaillant, Gabrièle Spangenberg, Yves Douléac e Nicolas Olensky, mentre fra gli avversari ci sono Bob Cramer, Il Leader e Ruth.

## Vetture
Vaillante
- Vaillante Sport Le Mans '39 (1939)
- Vaillante Le Mans Type 1 (1957)
- Vaillante Le mans Type 2 (1957)
- Vaillante Grand Prix (1957)
- Vaillante Marathon '57 (1957)
- Vaillante Ouragan (1959)
- Vaillante Mystére (1959)
- Vaillante Sport E (1959)
- Vaillante Horizon GT (1959)
- Vaillante Monte Carlo (1960)
- Vaillante Concorde (1960)
- Vaillante Le Mans '61 (1961)
- Vaillante Panamericana (1962)
- Vaillante Marathon GT '63 (1963)
- Vaillante Ipharra (1963)
- Vaillante GT-x1 (1964)
- Vaillante Sport-Proto (1966)
- Vaillante Gil Stock Car (1967)
- Vaillante Mistral GT (1968)
- Vaillante Monza GT (1968)
- Vaillante Commando (1969)
- Vaillante F1-1970 (1970)
- Vaillante Le Mans Sport (1970)
- Vaillante Proto 3 L. 1970 (1970)
- Vaillante Rush (1971)
- Vaillante Françoise (1974)
- Vaillante Speciale Indianapolis (1974)
- Vaillante F1-1974 (1974)
- Vaillante Indy Special (1974)
- Vaillente Commando Safari (1975)
- Vaillante Commando Safari (1979)
- Vaillante Proto Le Mans '80 (1980)
- Vaillante F1-1982 (1982)
- Vaillante Le Mans VS '92 (1992)
- Vaillante LM94 (1994)
- Vaillante Cairo (2000)
- Vaillante F1-2003 (2003)
- Vaillante LM04 (2004)
- Vaillante Grand Défi (2004)
- Vaillante Orient (2006)
- Vaillante LM07 (2007)

Texas
- Texas Driver's Bocar (1960)
- Texas Driver's Novi (1964)

Leader
- Leader Gengis Khan (1967)
- Leader Marathon (1971)
- Leader Sport Le Mans (1992)
- Leader F1-1993 (1993)
- Leader Le Mans '94 (1994)
- Leader Shoaguan (2003)

Moto
- Vaillante GP 500 (1970)
- Leader Mach 1 (1967)

## Altri media

### Televisione
- Michel Vaillant (1967): serie di telefilm in 13 episodi da 26 minuti ciascuno trasmessa dalla rete francese ORTF-1[8] e interpretata dal campione francese di Formula 3 Henri Grandsire;
- Michel Vaillant - Tute, caschi e velocità (1990): serie di cartoni animati in 65 episodi da 26 minuti ciascuno prodotta dal canale "La Cinq" e trasmessa da "Canal J" nel 1991[8].

### Cinema
- Adrenalina blu - La leggenda di Michel Vaillant (2003): lungometraggio regia di Louis-Pascal Couvelaire e sceneggiatura di Luc Besson, interpretato da Sagamore Stévenin.